# Королевский гэмпширский полк
Королевский хэмпширский полк или Королевский гэмпширский полк (англ. Royal Hampshire Regiment) — полк линейной пехоты британской армии, созданный под названием Гэмпширского полка (англ. Hampshire Regiment) в рамках реформ Чайлдерса в 1881 году путем объединения 37-го Северо-Гэмпширского и 67-го Южно-Гэмпширского пехотного полков. Полк просуществовал в течение 111 лет, приняв участие во Второй англо-бурской войне, Первой и Второй мировых войнах. В 1946 году за отличную службу получил звание королевского полка. 9 сентября 1992 года объединён с полком Её Величества в новый Королевский полк принцессы Уэльской, сохраняющий традиции королевского Хэмпширского полка.

## Боевой путь

### Вторая мировая война

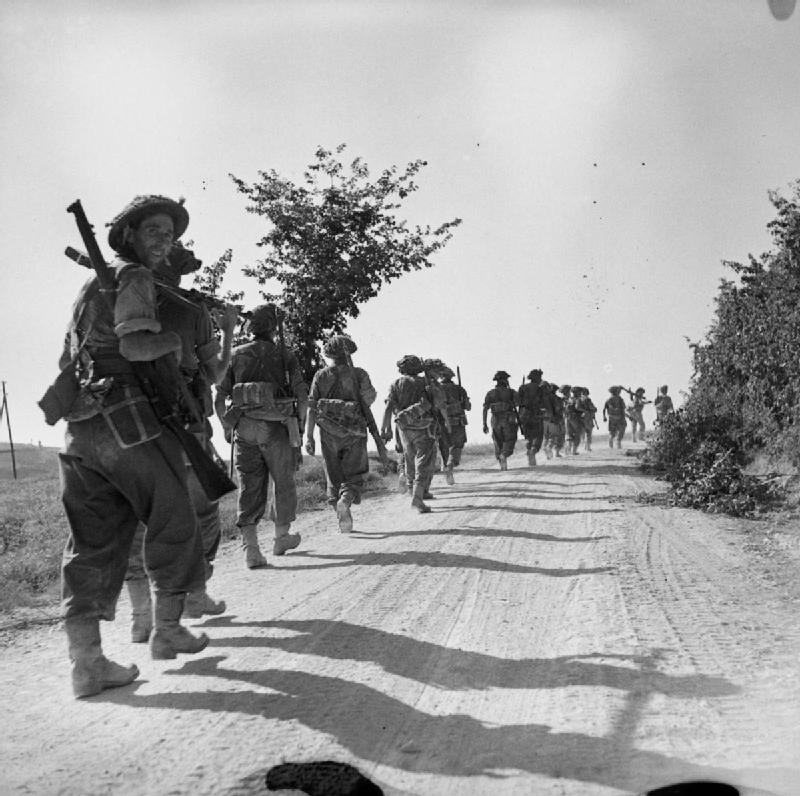
2-й батальон Гэмпширского полка в боях за линию Гота, 27 августа 1944

26 февраля 1943 года в бою у Cиди Нсира 5-й батальон Хемпширского полка ценой собственной жизни задержал продвижение 501-го тяжёлого танкового батальона вермахта.

## Символика полка
Эмблема полка и кокарда — тигр с лавровым венком и розой. Кокарда выполнена из серебра. Прозвище полка — «Тигры» (англ. The Tigers).

## Комментарии
1. ↑  Согласно Англо-русскому военному словарю 1987 года, встречалось написание Королевский гемпширский полк[2]